# Лесогорск (рабочий посёлок, Нижегородская область)
Лесого́рск — рабочий посёлок в Шатковском районе Нижегородской области России.

## География
Расположен в 171 км к югу от областного центра. Железнодорожная станция на ветке от станции Шатки.

## История
Статус посёлка городского типа с 1958 года.

## Население
| 1959  | 1970  | 1979  | 1989  | 2002  | 2008 | 2009 |
| ----- | ----- | ----- | ----- | ----- | ---- | ---- |
| 1134  | ↗1145 | ↘1140 | ↘1090 | ↘1079 | ↘992 | ↘977 |
| 2010  | 2011  | 2012  | 2013  | 2014  | 2015 | 2016 |
| ↗1015 | ↘1013 | ↘984  | ↘952  | ↘925  | ↘897 | ↘886 |
| 2017  | 2018  | 2019  | 2020  | 2021  |      |      |
| ↘874  | ↘858  | ↘832  | ↘811  | ↗904  |      |      |

## Экономика
Основные предприятия п. Лесогорск:
- Нижегородское ПМЭС. В эксплуатации ПМЭС находятся 2468 км линий электропередачи напряжением 220—500 кВ, 15 подстанций напряжением 220—500 кВ общей трансформаторной мощностью 10 741 МВА. Предприятие образовано 10 января 1955 года.
- Машиностроительное предприятие ООО «Дельта Трафо»[18] (бывшее ЗАО НПК «Электрические машины»). Занимается проектированием, производством, модернизацией и ремонтом трансформаторного оборудования для промышленных предприятий России и стран ближнего зарубежья.